# Degré de liberté (statistiques)
Pour les articles homonymes, voir Degré de liberté.
En statistiques le degré de liberté (ddl) désigne le nombre de variables aléatoires qui ne peuvent être déterminées ou fixées par une équation (notamment les équations des tests statistiques).
Une autre définition est : le degré de liberté est égal au nombre d'observations moins le nombre de relations entre ces observations. On pourrait remplacer l'expression « nombre de relations » par « nombre de paramètres à estimer ».

## Exemple: vecteur aléatoire
Supposons un ensemble de n variables aléatoires, toutes de même loi et indépendantes X1,...,Xn.
Le vecteur aléatoire X dont chaque coordonnée est une de ces variables est défini dans un espace à n dimensions, donc naturellement, il a n degrés de libertés.
On note {\displaystyle {\bar {X}}} la moyenne de ce vecteur. On peut alors réécrire le vecteur de cette façon :
{\displaystyle {\begin{pmatrix}X_{1}\\\vdots \\X_{n}\end{pmatrix}}={\bar {X}}{\begin{pmatrix}1\\\vdots \\1\end{pmatrix}}+{\begin{pmatrix}X_{1}-{\bar {X}}\\\vdots \\X_{n}-{\bar {X}}\end{pmatrix}}.}
Le premier vecteur étant entièrement déterminé par la valeur {\displaystyle {\bar {X}}}, il n'a qu'un degré de liberté. Le deuxième vecteur doit satisfaire la condition {\displaystyle \sum _{i=1}^{n}(X_{i}-{\bar {X}})=0}. Ainsi, en connaissant n − 1 coordonnées du vecteur, on peut en déduire la ne : ce vecteur a n − 1 degrés de liberté.
Mathématiquement, cette décomposition traduit la projection orthogonale du vecteur aléatoire sur le sous-espace défini par le vecteur constant à 1, qui est de dimension 1, et donc son complémentaire de dimension n − 1.
Dans les tests statistiques, on s'intéresse plus à l'écart quadratique des composantes du vecteur :
{\displaystyle \sum _{i=1}^{n}(X_{i}-{\bar {X}})^{2}={\begin{Vmatrix}X_{1}-{\bar {X}}\\\vdots \\X_{n}-{\bar {X}}\end{Vmatrix}}^{2}.}
Pour le cas où les Xi suivent une loi normale centrée et de variance σ2, alors la somme définie plus haut suit une loi du χ² à n − 1 degrés de liberté, comme vu précédemment.
De même, la statistique de test du test de Student
{\displaystyle {\frac {{\sqrt {n}}({\bar {X}}-\mu _{0})}{\sqrt {\sum \limits _{i=1}^{n}(X_{i}-{\bar {X}})^{2}/(n-1)}}}}
suit une loi de Student à n − 1 degrés de liberté si la moyenne μ0 est connue.